# Anasphondylia
Anasphondylia är ett släkte av tvåvingar. Anasphondylia ingår i familjen gallmyggor.
Kladogram enligt Catalogue of Life:
| Anasphondylia | \| \| Anasphondylia aspidospermae \| \| \| \| \| \| Anasphondylia myrtacea \| \| \| \| |
|               | \| \| Anasphondylia aspidospermae \| \| \| \| \| \| Anasphondylia myrtacea \| \| \| \| |
|               | Anasphondylia aspidospermae                                                            |
|               |                                                                                        |
|               | Anasphondylia myrtacea                                                                 |
|               |                                                                                        |